# Marie Stuart (téléfilm)
Pour les articles homonymes, voir Marie Stuart (homonymie).
Marie Stuart est un téléfilm français de 1959 réalisé par Stellio Lorenzi, à partir de l'œuvre éponyme de Friedrich Schiller.

## Synopsis
L'action se déroule lors des derniers jours de la vie de Marie Stuart, au château de Fotheringay en Angleterre, où elle est emprisonnée  par sa cousine, la reine Élisabeth 1re d’Angleterre, non seulement pour avoir prétendument tenté d’assassiner son mari Darnley, mais aussi et surtout à cause de sa revendication au trône d'Angleterre. Mortimer, neveu du geôlier, épris de Marie et converti comme elle au catholicisme, est résolu à sauver la reine d'Écosse. Le Comte de Leicester, favori d'Elisabeth mais également amoureux de Marie, organise une entrevue entre les deux rivales. Elisabeth, jalouse de la beauté et du rayonnement de Marie, la rabaisse. Marie lui répond en digne reine qu'elle est, ce qui provoque la fureur d'Elisabeth et aboutit à la condamnation de Marie.

## Fiche Technique
- Réalisation : Stellio Lorenzi
- Œuvre : Friedrich Schiller
- Images : Jacques Lemare
- Société de production : 1re chaîne ORTF
- Date de diffusion : le samedi 14 novembre 1959 sur RTF.

## Distribution
- Maria Mauban : Marie Stuart
- Roger Coggio : Mortimer
- Jean-Roger Caussimon : Burleigh
- Pierre Asso : Paulet
- Henriette Barreau : Kennedy
- Jean Berger : De l'Aubespine
- Robert Etcheverry : O'Kelly
- Éléonore Hirt : Elisabeth d'Angleterre
- Lucien Nat : Shrewsbury
- Georges Descrières : Leicester
- Jean Laroquette : le page
- Hubert Noël : Kent
- Etienne Bierry : Davidson
- Mario Pilar : l'officier
- Jean Dasque : Melvil

## Caractéristiques de l'adaptation
Stellio Lorenzi a adapté le drame romantique de Frederic Schiller en partant d'une traduction universitaire. La pièce durant plus de deux heures trente, le réalisateur a réussi le tour de force d'en réduire la durée à une heure quarante, la norme pour un spectacle télévisé. Il a supprimé des scènes entières, comme celle où, dans l'acte V, Leicester resté seul, écoute et rapporte les bruits de l'exécution. Lorenzi s'est efforcé également d'estomper et de rendre acceptables toute la fureur et le paroxysme romantiques, tout en restituant la pensée de l'auteur. 